# Pycreus testui
Pycreus testui är en halvgräsart som beskrevs av Henri Chermezon. Pycreus testui ingår i släktet Pycreus och familjen halvgräs. Inga underarter finns listade i Catalogue of Life.